# Rae Dawn Chong

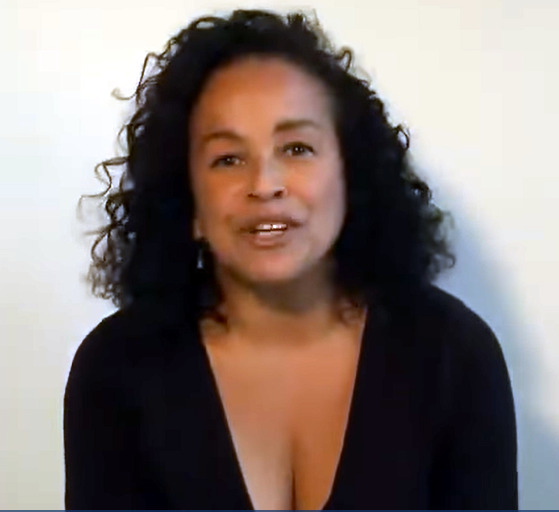
Rae Dawn Chong, 2013

Rae Dawn Chong (* 28. Februar 1961 in Edmonton, Alberta) ist eine kanadische Schauspielerin.

## Karriere
Die Tochter des Komikers Tommy Chong trat bereits in ihrer Kindheit im kanadischen Fernsehen auf. Die Mutter hat Vorfahren, die von den Cherokee abstammen, sowie afro-kanadischen Ursprungs sind. Tommy Chong ist chinesisch-britischer Herkunft. Ihre Schwester Robbi Chong ist Model und Schauspielerin.
Mit der Schauspielerei begann sie 1974 in Disney’s Wonderful World. Ihre erste nennenswerte Rolle hatte Chong 1981 im französischen Film Am Anfang war das Feuer. Der Streifen machte sie über Nacht bekannt und brachte ihr einen Genie Award, das kanadische Pendant des Academy Awards, ein. Danach folgten Filme wie Phantom-Kommando mit Arnold Schwarzenegger sowie Die Farbe Lila mit Whoopi Goldberg und Danny Glover. Chong spielte nicht nur in Mick Jaggers Video-Clip „Just Another Night“ mit, sondern auch in seinem Musikfilm Running Out of Luck (1987). Im Jahr 2000 gab sie mit dem Horrorfilm Cursed Part 3 ihr Debüt als Regisseurin.
Chong hat einen Sohn aus ihrer ersten Ehe mit Owen Baylis. Ihren zweiten Ehemann, C. Thomas Howell, lernte sie am Set von Soul Man kennen. Mit ihm war sie von 1989 bis 1990 verheiratet.

## Filmografie (Auswahl)
- 1978: Stony Island
- 1980: Griff nach den Sternen (Top of the Hill, Fernsehfilm)
- 1980: Lou Grant (Fernsehserie, Folge 3x19)
- 1981: Am Anfang war das Feuer (La guerre du feu)
- 1983–1985: Chefarzt Dr. Westphall (St. Elsewhere, Fernsehserie, vier Folgen)
- 1984: Beat Street
- 1984: Choose Me – Sag Ja (Choose Me)
- 1984: City Limits
- 1984: Cheech & Chong – Jetzt raucht es tierisch
- 1984: Fear City – Manhattan 2 Uhr nachts
- 1985: Das Ass im Ärmel (Badge of the Assassin, Fernsehfilm)
- 1985: Die Sieger – American Flyers (American Flyers)
- 1985: Phantom-Kommando (Commando)
- 1985: Die Farbe Lila (The Color Purple)
- 1986: Soul Man (Soulman)
- 1987: Das Doppelspiel (The Squeeze)
- 1987: Der Prinzipal – Einer gegen alle (The Principal)
- 1989: Rude Awakening
- 1990: Denial
- 1990: Geschichten aus der Schattenwelt (Tales from the Darkside: The Movie)
- 1990: Neugier tötet (Curiosity Kills, Fernsehfilm)
- 1990: Hölle Amazonas (Amazon)
- 1991: Frauen hinter Gittern (Prison Stories: Women on the Inside, Fernsehfilm)
- 1991: Alienkiller (The Borrower)
- 1991: Raw Deal
- 1991: Der Hitchhiker (The Hitchhiker, Fernsehserie, Folge 6x20)
- 1992: Die Clique von Beverly Hills (When the Party’s Over)
- 1992–1993: Melrose Place (Fernsehserie, drei Folgen)
- 1993: Auf den Straßen von L. A. (Father & Son: Dangerous Relations, Fernsehfilm)
- 1993: Time Runner
- 1994: Heißer Asphalt (Boulevard)
- 1994: Boca
- 1995: The Break
- 1995: Crying Freeman – Der Sohn des Drachen (Crying Freeman)
- 1995: Die Macht der Gewalt (Power of Attorney)
- 1995: Hideaway – Das Versteckspiel (Hideaway)
- 1995: Outer Limits – Die unbekannte Dimension (The Outer Limits, Fernsehserie, Folge 1x04)
- 1996: Mask of Death
- 1996: Highlander (Fernsehserie, Folge 4x11)
- 1997: Im Namen der Ehre (Goodbye America)
- 1997: Alibi – Dein Mörder spielt mit (Alibi, Fernsehfilm)
- 1997: Poltergeist – Die unheimliche Macht (Poltergeist: The Legacy, Fernsehserie, Folge 2x04)
- 1998: Valentines letzter Einsatz (Valentine’s Day)
- 2000: The Visit
- 2000: Eine dunkle Affaire (Dangerous Attraction)
- 2000–2002: Mysterious Ways (Fernsehserie, 44 Folgen)
- 2002: Für alle Fälle Amy (Judging Amy, Fernsehserie, Folge 4x08)
- 2003–2004: Wild Cart (Fernsehserie, 17 Folgen)
- 2004: Constellation
- 2006: Force of Impact – Tödlicher Asteroid (Deadly Skies)
- 2006: Max Havoc – Ring of Fire
- 2006: Solitaire
- 2007: Raven blickt durch (That’s so Raven, Fernsehserie, Folge 4x21)
- 2010: Cyrus
- 2011: Shiver
- 2011: Jeff, der noch zu Hause lebt (Jeff, Who Lives at Home)
- 2012: Skin Collector (Shiver)
- 2012: Pegasus Vs. Chimera (Fernsehfilm)
- 2012: Skin Collector
- 2014: Knock ’em Dad
- 2016: Better Things (Fernsehserie, zwei Folgen)
- 2018: Reborn
- 2018: 9-1-1: Notruf L.A. (9-1-1, Fernsehserie, zwei Folgen)
- 2019: My Sister Is So Gay (Fernsehserie, zwei Folgen)
- 2021: The Sleeping Negro
- 2021: American Crime Story (Fernsehserie, acht Folgen)
- 2022: We Are Gathered Here Today
- 2024: Scared to Death
- 2025: Feel